# Hetaeria
Hetaeria là một chi thực vật có hoa trong họ, Orchidaceae.